# Luigi Andreotti
Pour les articles homonymes, voir Andreotti.
Luigi Andreotti (né le 20 février 1829 à San Terenzo (en) et mort le 26 avril 1871 à Lerici) est un patriote italien du Risorgimento.

## Biographie
Fils de Francesco Andreotti et Benedetta Biso, commerçants, Luigi Andreotti, avec deux autres concitoyens, Giovanni Battista Monteverde (it) et Onesto Faccini (it) a été membre de l'expédition des Mille de Giuseppe Garibaldi.
C'était un marin sur l'un des navires utilisés pour l'expédition des Mille. La nuit de départ, alors que l'équipage est débarqué Andreotti refuse de quitter le bateau, et c'est ainsi qu'il fut l'un des Mille.
Sur la liste officielle, il porte le numero 17.
Il participe à toute la campagne dans le Sud et est mentionné dans un écrit de Francesco Crispi sur l'expédition des Mille pour avoir sauvé la vie d'un compagnon d'armes.

## Source
- (it) Cet article est partiellement ou en totalité issu de l’article de Wikipédia en italien intitulé « Luigi Andreotti » (voir la liste des auteurs).